# メタルギアソリッド ピースウォーカー
『メタルギアソリッド ピースウォーカー』（METAL GEAR SOLID PEACE WALKER、略称: MGSPW）は、2010年4月29日に日本で発売されたPlayStation Portable用ソフト。開発は小島プロダクション、販売はコナミ。メタルギアシリーズの作品。2011年11月10日にHD エディション（PlayStation 3版、Xbox 360版）が発売された。
ナンバリングが付されていないことからスピンオフ作品と誤解されることもあるが、小島秀夫が監督およびプロデュースを担当しており、シリーズ本編に位置づけられている作品である。

## 概要
1974年の中米コスタリカを舞台に、主人公の「スネーク」 (BIG BOSS) が新型核搭載歩行戦車「ピースウォーカー」を巡る陰謀を阻止するために活躍するアクションアドベンチャーゲーム。本編は従来の『メタルギアソリッド』シリーズの流れを汲む正統派の潜入諜報アクション。
『メタルギアソリッド4』（2014年が舞台）でソリッド・スネークの物語は完結を迎えたが、本作(1974年が舞台)は『メタルギアソリッド3』（1964年が舞台）から『メタルギアソリッドV：グラウンドゼロズ』（1975年が舞台）までの間のミッシング・リンクの時代に当たる。シリーズの監督・小島秀夫はPSPで『メタルギアソリッド5』にあたるものを作るべく『メタルギアソリッド4』のスタッフを投入して本作を制作した。物語の時代は冷戦の最中であり、テーマは平和と抑止力。
本作の前にも『メタルギアソリッド3』後のミッシング・リンクを描く『メタルギアソリッド ポータブル・オプス』が発売しているが、そちらと異なり本作は小島が監督・脚本を直接手掛けており、ナンバリングタイトルと同等の正史「メタルギア・サーガ」に数えられる。本作発売以後は、本作が『メタルギアソリッド3』と以降を繋ぐミッシング・リンクを担うようになり、『ポータブル・オプス』はシリーズ一覧や年表から外されるなど触れられなくなっていった。時系列では本作は『ポータブル・オプス』の4年後にあたるが、本作中で『ポータブル・オプス』について触れたのは序盤の「サンヒエロニモとも縁が切れたし…」という台詞のみである。
ゲーム自体は従来の潜入任務に加えて、『ポータブル・オプス』の部隊育成をより発展させた実質的な続編である。『ポータブル・オプス』同様、イベントシーンはリアルタイムポリゴンデモではなく『バンドデシネ』のように絵イラストでストーリーが展開していく。ムービー中に操作を要求される事もあり、ステージ評価に影響する場合がある。今作のイラストは新川洋司を始めとする複数のイラストレーターによって描かれており、前作のイラストを担当したアシュレイ・ウッドもゲストとして参加している。また、数は多くはないがリアルタイムポリゴンデモも存在する。『ポータブル・オプス』の無線には声が付いていなかったが、本作ではフルボイスとなっている。
『サブシスタンス』『ポータブル・オプス』『メタルギアソリッド4』でも多人数プレイは可能だったが、いずれも対戦プレイだった。本作ではシリーズで初めて『モンスターハンター ポータブル』シリーズのような4人協力プレイが導入された。後述のように『モンスターハンターシリーズ』のキャラクターもゲスト出演している。
2009年9月に行われた東京ゲームショウ2009では、「未体験抑止版」と銘打たれた体験版が配信され、同年11月からは内容を更新した第2バージョンの体験版「未完成抑止版」が公式サイトで無料配信された。
敵兵士や敵の兵器を捕獲し自分の傭兵組織とその基地（マザーベース）を構築・発展させる要素があり小島は数百時間遊べるゲームだと話している。
メタルギアシリーズで初めてパッケージ版とダウンロード版が同時発売された作品でもある。ダウンロード版を購入することでPlayStation Vitaでのプレイも可能。

## イントロダクション
ピースウォーカー事件
1964年、かつて第二次世界大戦で活躍した英雄・ザ・ボスは核兵器を持ってソビエト連邦に亡命、世界に全面核戦争の危機が迫った。アメリカ合衆国はザ・ボスの弟子であったスネークをソ連に単独潜入させる「スネークイーター作戦」を展開。スネークは自分の師であるザ・ボスを倒すことで世界を核戦争の危機から救い、「BIGBOSS」の称号を与えられた。しかしその後、スネークは姿を消した。
スネークイーター作戦から10年後の1974年11月4日。南米・コロンビアの地で「国境なき軍隊」（MSF; Militaires Sans Frontières）を率いていたスネークは、ある日、コスタリカ国連平和大学の教授を名乗るラモン・ガルベス・メナの訪問を受ける。
ガルベスは、常設軍を有していないはずのコスタリカで最近武装集団を見かけるようになったと話し、この武装集団にラ・シーア（CIA）が関与している可能性を指摘する。そしてガルベスは、コスタリカの平和を守るために、その武装集団を追い出してほしいとスネークに依頼する。「CIA（アメリカ）が関与しているようならば、政治で解決するしかない」と一蹴し依頼を拒否するスネークに、「国は動けない」とガルベスは食い下がった。そしてガルベスは、今回の依頼が政府からではなく一人の少女からのものであることを打ち明ける。パス・オルテガ・アンドラーデというその少女は、ガルベスの教え子で、以前行方不明の友人を探しに武装集団の施設に侵入したところを捕まり、暴行を受けたことがあると話す。しかし、あくまで断ろうとするスネークに、ガルベスは最後にこう言葉を添えた。
「あなたを、ビッグ・ボスと知っての頼みだ」
5時間後、追い討ちをかけるようにガルベスは1本のカセットテープを差し出す。パスの友人がCIAに囚われていた際に録音されたというその音声には、既に死んだはずのザ・ボスの声が含まれていた。
ザ・ボスがコスタリカで生きているかもしれないというその情報にスネークは悩む。罠である可能性を知りつつも真相を確かめるため、スネークは依頼を受ける。
スネークはコスタリカの港に潜入し、謎の武装集団の手によって核が持ち込まれていることを突き止める。スネークは核兵器を巡る陰謀を止めるため、コスタリカの奥地へと進んで行く。

## ゲームシステム
このゲームは主に「ミッション」と呼ばれるアクションシーンと、「マザーベース」と呼ばれる基地での戦略シーンの2つからなる。
ミッションでは敵兵のいる海岸やジャングル、敵基地などに潜入し、要人の捜索や重要アイテムの回収、次のエリアへの到達、巨大兵器（ボス）の制圧などの任務をこなしていく。
シリーズ恒例のゲーム難易度は廃止され、ミッションごとに難易度が設定されている。
また、ステルスゲームである本作は、敵兵を殺すことや敵兵に発見されることは評価としてはマイナスになる。このため、他のメタルギアシリーズ同様、敵を倒すより敵に見つからないことが重要である。また、敵兵を排除する場合でも殺さず眠らせるだけにしたり、戦闘を回避することが評価を上げることに繋がる。眠らせたり、気絶させた兵士はアイテム「フルトン回収システム」によってマザーベースに収容、味方にすることができる。
『メタルギアソリッド3』『メタルギアソリッド4』のカムフラージュシステムも健在。出撃時にユニフォームを選ぶ方式で、ミッション中の変更はできない。
ミッション中にはレーションや武器の設計図が書かれた機密書類などのアイテムを回収できることもある。本作では、他のメタルギアシリーズと違い、ほとんどのアイテムは後述するマザーベースで製作する。ミッション中に入手するのはアイテムの開発条件が記されたキーアイテムのみ。キーアイテム入手後、マザーベースの「DEVELOP（開発）」コマンドによって開発を行う。弾薬やアイテムは所持上限を超えている場合、入手と同時にマザーベースに自動的に移送される。
ミッションの目的を達成するとミッションクリアとなり、設計図やユニフォームが手に入ったり、新しいミッションが選択可能になる。ミッションクリア時にはプレイ内容が評価され、それによって「英雄度」というパラメータが上下する。英雄度が高くなると志願兵が増えたり、より優秀な兵士が志願してくるなどのメリットがある。

### マザーベース
本作で実装された新要素。『ポータブル・オプス』で導入された部隊育成を更に発展させたもの。ミッションで敵兵士を捕らえたり、捕虜を奪還することで自軍の兵士を増やすことができる。仲間になった兵士は「実戦部隊」「研究開発」「糧食」「医療」「諜報」の5部門に配属させることができる。各部門は兵士の数、優秀な人材が多いほど、能力が上がり新たな兵器や装備を開発できるようになる。さらには基地そのものも発展していく。
基地が成長するに従って訓練施設、兵器プラントなどが増設され、装甲車両や航空兵器の運用、志願兵の登用なども行える他、世界中の紛争地帯に部隊を派遣する事も可能になる。なお、公式HPで公開されているトレイラー映像によれば、このマザーベースの発展が後の「アウターヘブン」創設に繋がっていった事が示唆されている。
マザーベースの収容人数を超えて人数を増やしすぎると、マザーベースから人員が転げ落ちることもある模様である。

#### アイテム開発
ミッションでアイテムの設計図が書かれた機密書類を入手すると、新たなアイテムが開発可能になる。ただし、開発条件として、マザーベースの人員のレベルが必要とされるものもある。例えば回復アイテムのレーションは研究開発班のレベルが5以上ないと開発できない。ほとんどの武器は研究開発班のレベルが一定以上必要とされるが、食料系のアイテムは糧食班のレベルが必要とされたり、三つ星コック・メタマテリアル技術等の特殊なスキルを持つ兵士が必要とされる場合もある。開発条件クリア後はGMP（資金力）と呼ばれるポイントを消費することで開発が開始される。その後はミッションをクリアして行く事で開発が進行、開発終了後はそのアイテムを使用可能になる。また、開発完了後は消費したGMPは戻り、自動的にアイテムが一定数ずつ生産される。開発が完了したアイテムも、さらに改良を施すことで能力を高めることもできる。

### 通信機能
本作では無線LANのアドホック通信に対応しており他のプレイヤーとの協力プレイ（最大4人）、対戦プレイ（最大6人）、そして兵士やアイテムの交換ができる。『ポータブル・オプス』とは違い、インフラストラクチャーモードはコンテンツのダウンロードのみしか対応していない。

#### CO-OPS
従来のメタルギアシリーズではストーリーモードは1人でしかプレイできなかったが、本作では本編ストーリー（メインオプス）も一部のシングル限定ミッションを除き、ほとんどが2人同時の協力プレイに対応している。さらには戦車や攻撃ヘリコプターなどの大型兵器との戦いは最大4人の協力プレイも可能。1人では難しいミッションでも他のプレイヤーと協力することで達成しやすくなるといったメリットがある。本作では協力プレイを「CO-OPS（コーオプス）」（Cooperative Operationsの略）と呼称している。CO-OPSでは単純に複数のプレイヤーが同時にプレイできるだけではなく、CO-OPS専用のアクションも用意されている。
CO-OPイン
CO-OPS時はプレイヤーの周囲にリングが表示される。このリング同士が触れ合う距離まで接近すると、お互いのライフゲージ、気力ゲージが共有になり、他のプレイヤーの持ち物を使用可能になる。ライフゲージが少ない瀕死の仲間に接近することで一時的にライフを増やすことができる。
スネーク・イン
仲間の近くでアクションボタンを押すと一列縦隊のスネーク・イン状態になる。この状態では前のプレイヤーに移動を任せることができる。この状態では普段は乗り越えられない段差も乗り越えられる。また、この状態でしばらくじっとしているとCYNCINGゲージが表示され、これが満タンになるとスネークシンクロ状態になりライフ、スタミナゲージの回復速度、移動速度、カモフラージュ率が上昇する。
心臓マッサージ
1人プレイでLIFE（ライフ）が0になった場合はゲームオーバーになるが、CO-OPS時は全員のライフが0にならないとゲームオーバーにならない。CO-OPでライフが0になったプレイヤーの近くに他のプレイヤーが接近し、アクションボタンを連打することで、心臓マッサージを行い蘇生させ、ゲームに復帰させることができる。この時心臓マッサージを受ける側もアクションボタンを連打することで復帰までの時間を短縮させることができる。

#### VERSUS OPS
バーサスオプスは他のプレイヤーと対戦できるモード。『ポータブル・オプス』と同様、最大6人まで同時にプレイできるが、それと違いインフラストラクチャーでの対戦には対応していない。ルールは4種類あり、個人戦の「デスマッチ」、2チームに分かれての団体戦「チームデスマッチ」、ターゲットのケツァールを奪い合う「キャプチャーミッション」、マップ内にある拠点を奪い合う「拠点制圧」の4種類がある。また、対戦では一部の動作が無効になる（CQCでの拘束やホールドアップなど）また、フレンドリーファイアーも有効にできる。

### 兵士の回収
マザーベースのスタッフは当初はスネークとミラーを含め数名だが、味方を増やすことでマザーベースを拡大することができるようになる。ミッション内で無力化した敵兵や捕虜を「フルトン回収」する方法、無線LANのアクセスポイントから志願者を募る「リクルート」、関連商品に書かれたパスワードを入力する「パスワード」がある。また、ミッションをクリアして英雄度を上げると兵士が志願してくることがある。

#### フルトン回収
麻酔銃、スタンロッドなどの非殺傷武器で気絶（星のマーク）、睡眠状態になった敵（ZZZのマーク）や、ホールドアップ状態になった敵、急所を攻撃せずに瀕死状態になった敵（赤い髑髏マークの表示）や、敵兵に捕まった捕虜の近くで「フルトン回収システム」を装備し、使用することでその兵士をマザーベースに回収することができる。ただし、英雄度が低いと回収した敵の中にはすぐには仲間にならない者もいる。また、一部の捕虜や瀕死状態で回収された敵兵は、一旦診療所に移送される。
なお、1回のミッションでフルトン回収できるのは100人までとなっているが、1回のミッション中に100人以上敵兵が出現する事は無く、全員を回収することが可能。
特定の条件で手に入る設計図で研究開発を行っていくと高台の敵兵はフルトンランチャー、もしくは睡眠ガス地雷で回収出来る。屋内であっても問題なく使用できる。

#### リクルート
『メタルギアソリッド ポータブル オプス』にもあった無線LANのアクセスポイントから強めの兵士を募集する方法。ストーリーをある程度進めるとミラーから入隊志願者を募ることを提案される。マザーベースの「リクルート」の項目から「ソルジャーサーチ」に入ると、無線LANのアクセスポイント (AP) が近くにある場合は入隊試験のミッションが選べるようになる。そのミッションでは武器は使えず、一定時間内にCQCで志願者を気絶させることができれば、強力な仲間にすることができる。英雄度によって志願兵の強さが変化し、高いほどSランクの仲間が手に入りやすくなる。

#### パスワード
ゲームスタート時に「EXTRAS」を選択し、ネットワーク接続後、「パスワード入力」を選択。サントリーから発売されている「マウンテンデュー」などに貼り付けられているシールなどに記載されているパスワードを入力すると、新たな特典兵士が仲間になる。パスワードはPlayStation Networkで管理されているため、一度入力すると同じパスワードは使用できなくなる。

### 操作形態
本作では以下の3種類の操作方法から選択できるようになっている。操作方法はゲーム開始時に選ぶが、その後も「システム」の「キーコンフィグ」、あるいはミッション中ならポーズメニューのメニューウィンドウから再選択可能。PS Vitaでプレイを行う場合は、右スティックを右ボタン（シューター）か方向キー（アクション・ハンター）に割り当てることで、右スティックでの視点操作が可能。
- シュータータイプ - 『メタルギアソリッド4』の操作に近いタイプ。他の2タイプと異なり、右手で視点操作が行えるのが特徴。
- アクションタイプ - 『ポータブル・オプス』を踏襲した操作タイプ。
- ハンタータイプ - 一部を除いて『モンスターハンター ポータブル 2nd　G』を踏襲した操作タイプで、他のタイプに比べてローリングや装備の切り替えが行いやすい（体験版はメニューウィンドウの「詳細マップ」にカーソルを合わせ、上・上・下・下・左・右・左・右・×・○を入力するコマンドで選択可能）。

## メタルギア ソリッド ピースウォーカー HD エディション
2011年6月3日に小島プロダクションのE3 2011 ポータルサイトで発表。2011年11月10日に発売されたPlayStation 3版およびXbox 360版。メタルギアシリーズ初のダブルプラットフォームでもある。なお、HD移植には元気が携わっている。海外においては単体としてのリリースではなく、PS Vita版を除く『メタルギア ソリッド HD エディション（Metal Gear Solid HD Collection）』の収録タイトルの1本となった。
主な変更点
- 320pから1080pに解像度が向上。フレームレートも60fpsになり動きが滑らかになっている。
- BGM・効果音・音声などを調整し、高音質化。サウンドは5.1chに対応している。
- 右スティックでのカメラ移動対応による操作性の向上。ボタン数が増えたため、シュータータイプは元と同じように操作ができるようになった。
- 実績・トロフィー機能に対応。トロフィーを獲得するにはPS3版で「NEW GAME」を選び、新しいセーブデータを作成する必要がある。振動にも対応。
- PS3版はPSP版（無料ダウンロードコードが同梱）とのセーブデータ共有が可能[6][注釈 4]。
- Xbox 360版はオリジナルアバターアイテムの無料ダウンロードコードが同梱している。
- 最初からダウンロードコンテンツが収録されている（ただし、VOCALOIDエディッター用コンテンツは未収録）。
- スペシャルアイテムのパスワードの入力画面の削除。このため、パスワードの入力は一度PSP版にセーブを移さなければならない。
- 一部マップの敵兵の初期位置と巡回ルートの変更。
- VOCALOIDエディッターモードが削除されている。それに伴いオリジナルのCO-OPS通信やAI兵器の音声データ（ダウンロードコンテンツのヒューマンボイス及び方言バージョンは除く）はPSPと共有は出来ない（オリジナルCO-OPS通信をすると白塗りした文字が表示され、オリジナルAI兵器音声は固定の機械音が再生されるため、音声は再生されない）。
- リクルートの仕様が変更となり、ネットワーク上の相手とミッションや対戦を行った後、ソルジャーサーチをすることで志願兵が増える。このため、PSP版と比べると兵士の獲得が容易になっている。なお、1回のリクルートで獲得できる兵士は最大6人で、3回まで行えるので最大18人まで獲得できる。
- 2018年3月14日よりXbox 360版がXbox Oneの後方互換機能に対応された[7]。

## 登場人物

### 国境なき軍隊及び重要人物
スネーク（ビッグ・ボス）
声 - 大塚明夫
本作の主人公。39歳。あらゆる武器を使いこなし、CQCを用いた体術にも優れた潜入任務のスペシャリスト。10年前の1964年「スネーク・イーター作戦」で師であるザ・ボスを抹殺し、世界を核戦争の危機から救った英雄として米国政府からBIG BOSSの称号を授与された。
しかしスネークイーター作戦を知ったことによる祖国への不信感とゼロ少佐とのザ・ボスの意志を巡っての確執から国を捨ててゼロとも袂を別ち、現在は国境なき軍隊(MSF)を組織して傭兵として世界各地で活動している。
スネークイーター作戦では「ネイキッド・スネーク」（裸の蛇）というコードネームで呼ばれていたが、そのコードネームも10年前に捨てたと語っており、現在は「スネーク」とだけ名乗っている。 しかし周囲からはもっぱらボス、BIG BOSS（ビッグ・ボス）、VIC BOSS（勝利のボス）などと呼ばれることが多い。
相変わらず段ボールが大好き。今作でも様々な段ボールを使用する。また、NORADが毎年サンタクロースを追跡していることを真に受けて、サンタクロースが実在することを信じていたことが明らかになる。
カズヒラ・ミラー（和平・ミラー）
声 - 杉田智和
スネークの相棒にして副官。通称カズ。日本人の母とGHQの将校の間に生まれ、平和を望む親に「和平」と名づけられる。日本の自衛隊に所属していた。自衛隊を辞めた後、2年前にコロンビアの戦場でスネークと敵として戦い、敗北。その後はスネークに何度も戦いを挑むも全て敗北して、彼の力を認めて仲間となった。共にMSFを組織し副司令官として組織を拡大している。普段はサングラスをかけている。
一部設定は変更されているが、『メタルギア2 ソリッドスネーク』と『メタルギアソリッド』に登場したマクドネル・ミラーと同一人物（後に公式でのマクドネル・ミラーの設定もこれに合わせて変更されている）。女性捕虜をフルトン回収すると歓声を上げる。セシール欄のBRIEFING FILESのカセットデンスケの説明の際に、蒸気機関車好きということを告白するが、セシールに野蛮呼ばわりされる。また、BRIEFING FILESの極秘テープでは、実は組織の維持と拡大の為にゼロとつながっていたことが明らかになる。
マザーベース経営のことになると、かなり熱くなり、前にも言ったことがあることを何度も繰り返す。そのためスネークに嫌がられることもある。
パスによると、歌が下手。また、多少露出狂の傾向がみられ、女癖が悪くMSFの女性兵士に手を出してスネークに怒られている。
パス・オルテガ・アンドラーデ
声 - 水樹奈々
本作のヒロインの一人で平和を愛するコスタリカの少女。ハイスクールに通う16歳でガルベス教授の教え子。パス (paz) とはスペイン語で平和の意。コスタリカに侵攻してきた謎の武装集団の基地に足を踏み入れ、その秘密を知ってしまい、暴行された後に自力で脱出した。ガルベスと二人でスネークに武装集団の追放を依頼する。料理が得意。コスタリカの地理や気候、歴史などにも詳しい。
ピースウォーカー破壊後、マザーベースで生活するようになり、デートイベントが発生するが、そこから条件を満たすと彼女の真意を知ることができる。普段はブレザーの制服を着ている。よく人差し指を鼻の下に当てているが、ゲームクリア後にその意味が判明する。
実は本作における黒幕であり、真のラスボスとして登場する。CIPHER（サイファー）という組織から送られたスパイで、メタルギアZEKEを奪って搭乗し、スネークの前に立ち塞がる。ザドルノフの脱走はパスの仕業で、パスの日記には「ザドルノフを逃がしたのは私だが誰もが気づいていない」と書かれている。その際に自らを「パシフィカ・オーシャン」と名乗ったが、それが本名かどうかは不明。組織の確立までMSFが抑止力になるようスネークに要求するが断られ、ZEKEから核を発射することでMSFのような自由な軍隊が危険であると世界中に認識させようとし、スネークと対決する。敗北後はZEKEのコックピットから海に転落し消息不明となる（クリア後のチコとの無線では、潜水用具を付けており、生存しているかもしれないとスネークが呟いている）。
スパイとしてMSFにもぐりこんだものの、今まで愛情のない生活をしてきた為に、マザーベースで人生で初めて他人とのコミュニケーションや平和な生活を楽しんでいる様子が垣間見える。MSFでのイベントで歌を歌う予定があり、密かに楽しみにしていたが、サイファーの計画開始命令が予定よりも早まってしまい、計画を遅らせるために"メタルギアZEKE"を破壊しようとした。 しかしチコに目撃されてしまい、スパイであることがバレてしまう。その際に銃を所持しており、彼の口を封じることも出来たが、どうしても出来ず、たとえチコが言わなかったとしても他にスパイがいてサイファーに漏れる可能性もあると考え作戦を強行することになり、イベントを迎えることはできなかった。
その後については、「メタルギアシリーズの登場人物」を参照のこと。

### サンディニスタ民族解放戦線
アマンダ・バレンシアノ・リブレ
声 - 朴璐美
サンディニスタ民族解放戦線 (FSLN) を率いソモサ政権の打倒と祖国ニカラグアの開放を目指す革命戦士。ニカラグア国家警備隊に家や土地を奪われ、家族と共にコスタリカへ逃げて来た。戦死した父の後を継いで指導者となり、同志と共に祖国を取り戻すべく奮闘するも自らの力不足を痛感している。仲間に司令官（コマンダンテ）ではなく、「アマンダ」と名前で呼ばれることを気にしている様子。紙巻きたばこを自分で巻いて吸っている。
状況上止むを得ず同行させざるをえないチコの事を思って彼を子ども扱いし、それが仲を悪くしている事をスネークから指摘され、子ども扱いを止めるようになった。また、加入時には負傷しており、この負傷はゲームクリア時まで治ることはない。（ある程度回復しても一定値より回復することはない）
クリア後は詳しく書かれていないがニカラグアに帰国し長年をかけて革命を成功させた模様。
チコ (リカルド・バレンシアノ・リブレ)
声 - 井上喜久子
アマンダの弟。12歳。FSLNに参加しており、アマンダに子供扱いされることに不満を覚えている。ゼロ少佐同様UMAに造詣が深く、怪物たちの生息する「モンスター島」への到達を夢見ている。ブリーフィングでは本作に登場するモンスターについてチコが持っている情報、見解が聞ける。
上記の通り子ども扱いされることを嫌っており、1人の戦士として扱ってくれるスネークにあこがれを抱いている（ただしタバコを吸う件だけは禁止された）。
ミッションブリーフィングのテープでパスに恋をしていることが判明した。
パスがメタルギアZEKEの破壊をしようとした現場を目撃し、彼女がスパイだと知ってしまう。怖くなって逃げ出してしまったが、その時彼女を止めていれば、誰にも話さないと約束していればと後悔していた。

### アメリカ
ホット・コールドマン
声 - 麦人
CIA中米支局長。スキンヘッドの後頭部にピースマークとコヨーテの刺青が描かれている男。ソ連へ亡命したザ・ボスの抹消「スネーク・イーター作戦」の立案者。かつてはCIA本部所属のエリート幹部であり、冷戦最盛期の英雄とも称されていたが、米ソで進むデタントの影響で中米へ左遷された。「人間には自ら世界を滅ぼす様な真似は出来ない」「そのため報復の判断を人間に委ねている以上、核抑止論は不完全である」との考えを持ち、「機械の手によって確実かつ合理的に核報復を行う絶対的な核抑止力」としてピースウォーカー計画を立案、ヒューイやストレンジラブを使いピースウォーカーの開発を指揮している。核弾頭を中南米沖で爆発させるピースウォーカー計画（ピースウォーカーの報復の確実性を立証する・目障りなMSFのマザーベースを目標に設定し殲滅する・フォールアウトで中南米の農作物に壊滅的被害を与え農家の人間を人足として雇用する）を平気で実行するなど己の目的のためなら何人死のうが平然としている冷徹な人物で、さらにピースウォーカー計画を成功させその功績でCIA本部に返り咲こうと企む等野心家でもあるが、ガルベスがパスに銃を握らせ撃つ機会を与えると大汗をかいて命乞いをするなど（ゲーム開始直前にパスを陵辱していたため）小物である。最期は同志だと思っていたガルベスに裏切られ、致命傷を負う（ただし意図的に急所を外して核の発射先を変えさせる意図があったため即死はしなかった）が、自身の理論を実証するべくピースウォーカーの自動報復モードの起動コードを入力し死亡した。
曲がりなりにも恒久的平和のための核抑止を本気で目指しており、「人間には自ら世界を滅ぼす様な真似は出来ない」という自らの持論はある意味人間の弱さや良心を最期まで信じていたことの裏返しであったとも言える。コードの入力も人間には核報復に踏み切ることなどできないと証明するための執念の行動だったが、偽装データを本物だと誤解した国防長官代理らが統合参謀本部議長の反対を押し切り核報復を強行しようとした為、彼の読みはすぐに崩れ去ってしまった。
ヒューイ
声 - 田中秀幸
ロボット工学の権威であり二足歩行兵器の開発者。広島に原爆が投下された1945年8月6日生まれ。元NASA宇宙工学技術者。父親はマンハッタン計画の関係者で、原子核の専門家。脊髄の異常から生まれつき足が不自由で車椅子で移動しているが、これについてヒューイ自身は父の原爆開発の影響だと信じている。眼鏡をかけ、ボサボサの頭をしている。ストレンジラブ博士に片思いしているが、なかなか気持ちを打ち明けられずにいつも煮えきらない遠回りな態度ばかりをとっており、そのため当のストレンジラブからは「自分で自立できない人間」として嫌われていた。ヒューイという名はストレンジラブに付けられたあだ名で、ファーストネームは明かされなかったがファミリーネームはエメリッヒであり、ハル・エメリッヒ（オタコン）の実父。核抑止論を信じてピースウォーカーを開発していたが、コールドマンと意見が対立し、CIAを離れMSFに鞍替えする。「スネークイーター作戦」に登場したグラーニンとは文通相手で、二足歩行技術は彼から託されたもの。タバコの煙による精密機器の影響を考慮して電子たばこを吸っている。
ストレンジラブ
声 - 菊地由美
ピースウォーカーに搭載されるAI「ママルポッド」の開発者。ヒューイと同じく元NASAの宇宙工学技術者で、DARPAにも所属していた。ザ・ボスとは米有人宇宙飛行計画時代の知り合いであり、彼女に心酔している。ザ・ボスを殺害したビッグボスを憎むと同時に祖国を裏切った彼女の真意を探ろうとしている。通称は映画『博士の異常な愛情 または私は如何にして心配するのを止めて水爆を愛するようになったか』の登場人物、ストレンジラブ博士に基づく。彼女がDARPA時代男女の恋愛に全く興味を示さず、デスクには女であるザ・ボスの写真を貼っているのを見た周りの者がつけたあだ名（「異常な愛情」を持っている、という意味）だが、彼女自身は実際に同性愛者の気があり、特に強い否定はしていない。ヒューイの好意に気づいているようだが、彼の消極的な性格を嫌っている。一方、セシールには好意を持っており、彼女の事を尋ねるとしどろもどろになる。粉末状の嗅ぎタバコを吸っている。
コールドマンの計画に参加するが、それはピースウォーカーのAIにザ・ボスの知能を入れ、どうして祖国を裏切ったのか理由を知りたかった為である。ピースウォーカーの核発射を強行されそうになった所をスネークたちに救われ、ザ・ボスが宿ったピースウォーカーの行動を見てザ・ボスの遺志を理解できた。
エンディング後は行き場が無くなった所をMSFにスカウトされる。「自分1人で歩いてこれるようになったら相手をする」と自分で前に踏み出すようヒューイに発破をかけた。
EVA
声 - 渡辺美佐
「スネークイーター作戦」でビッグ・ボスを支援した人物。本編には登場せず、スネークイーター作戦時代の回想シーンにて登場。本編終了後にてEVA名義でスネークに荷物を送る。中身は10年間話す事を躊躇い続けたザ・ボスの極秘任務の真相が録音されているカセットテープだった。
国防長官代理
声 - 青野武
大統領不在の為、核発射の決定権を任されていた。ピースウォーカーがソ連からの偽装の核攻撃データを送信していた際に、統合参謀本部議長の制止を振り切り、ソ連への核による報復を強行しようとする。
統合参謀本部議長
声 - 阪脩
NORADよりソ連からの核攻撃の報告を受け、国家安全保障会議中にスネークからの緊急電話を受け、ソ連への核報復を中止しようとする。スネークが大統領からBIGBOSSの称号を受けた際、CIA長官に耳打ちしていた陸軍参謀総長であり、その式典に同席していた事からスネークを本物と確信し、国防長官代理に核発射を中止するよう訴える。作中では名前が登場しないが、現実の1974年における統合参謀本部議長はジョージ・ブラウンである（ただし彼は元空軍参謀総長）。

### その他
ラモン・ガルベス・メナ（ヴラジーミル・アレクサンドロヴィチ・ザドルノフ）
声 - 大塚芳忠
コスタリカ国連平和大学の教授を名乗り、MSFに対して謎の武装集団の排除を依頼した男。MSFに、カリブ海沖に浮かぶ洋上プラントとヘリコプターを提供する。実際はKGBの工作員で、中米に社会主義革命を起こすのが目的。そのため、サンディニスタ民族解放戦線を密かに支援している。スネークがサンディニスタ民族解放戦線を訓練させ、十分に革命を起こせるようになったと判断した後、コールドマンを銃で撃ちCIAの仕業と見せかけることで現地ゲリラたちの反米感情を煽ろうとスネークを始末しようとする。さらにCIAが開発した核搭載兵器"ピースウォーカー"を強奪してソ連の同志であるキューバに核攻撃をさせることで 中南米がアメリカの手を離れることを決定づけようとしていた。しかし、その直後に来たアマンダ率いるサンディニスタ民族解放戦線に拘束され、MSFの捕虜となる。右手の赤い金属製の義手は、ソ連のブレジネフ書記長から賜与されたものであり、指にはライターが仕込まれている他、ロケット噴射で飛ばすこともできる。昔はヘビースモーカーだったらしいが、肺を患いそれ以来禁煙していた。
エンディング後はMSFに拘留されているが、何度も脱走を行う。そのたびにスネークに見つかり確保されていたが、7度目の脱走で銃を発砲した為に射殺される。最後に義手をロケット噴射で飛ばすが外れてしまい、自分の役目は終わったと息を引き取る。実は彼の脱走はMSFにもう1人いるスパイが作戦を完了するまでのおとりと時間稼ぎであった。
セシール・コジマ・カミナンデス
声 - 小林ゆう
フランスから来た鳥類学者。金髪のパリジェンヌ。自然の楽園に憧れてコスタリカにバードウォッチングにやって来た。ケツァールの鳴き声を採取していた最中に偶然、ストレンジラブ博士の研究場面を録音してしまい捕まってしまう。そこから脱走してきた所をスネークに保護される。鳥類の鳴き真似が得意。姓を日本語読みすると「小島、神なんです」となる。興奮して話すと口調が荒く、声が低くなる傾向がある他、カズと悪ノリする事も多い。酒癖が非常に悪く、酔うと絡み上戸で泣き上戸になり、ブリーフィングファイルの無線会話ではミラーの仕入れたワインを飲みすぎて悪酔いしてしまい、スネークにミラーの仕入れたワインが不味いとくだを巻いてスネークが辟易しながらも介抱している。また、自分の話の都合が悪くなると鳥の鳴き真似で誤魔化す癖がある。他のキャラクターと違い一般の民間人であり戦闘技術を持たない為、ストーリー中の敵との戦闘に関するアドバイスはほとんどないが、鳥を驚かせずに観察ができる技術がスカウトに通じているとしてスネークが潜入ミッションにおいて参考になるというような発言をしている。キャラクターモデルおよび名前の元となったのはコナミデジタルエンタテインメントのパリ支社の社員であるセシール・カミナデス (Cécile Caminades)。両切りのフランスタバコを愛用している。
エンディング後は帰国という選択肢もあったが、しばらくはMSFに駐在している模様。
ジ・エンド
声 - 阪脩
スネークイーター作戦でスネークと対決した兵士。本編には登場せず、ミッションブリーフィング内に彼の話題が出てくる。また、EXTRA OPS「亡者の遺産」で無線をすると彼が無線に出てくる（周波数は000.00。）

### モンスターハンターシリーズとのコラボ関連の登場キャラクター及びモンスター
トレニャーとギアレックス以外は後述するイスラ・デル・モンストルオ（モンスター島）にしか登場しない。モンスターに関しては狩猟しても剥ぎ取りは出来ず、素材は手に入らないが、大型モンスターのみ特定の武器が生産できるようになる、キーアイテムとなる素材のみ一定確率でミッション終了後に手に入る。
トレニャー
『モンスターハンターポータブル2nd（2ndG）』のポッケ農場にいるアイルーで、ポッケ村では仕事がないため仕事を探していたところ、何の因果かコスタリカまで来てしまったと語っている。スネークを見込んで、モンスター討伐を依頼しプラヤ・デル・アルバの波止場より手漕ぎ船で送迎する。初遭遇時の会話イベントの際のBGMはポッケ村のBGMである。
アイルー
イスラ・デル・モンストルオ（モンスター島）のレーション焼きセットのある台にいる。大型モンスターの攻撃を食らうと土に潜り一時撤退する。特定のCO-OPS通信をすると、大型モンスターに攻撃してくれたり、支給品を持ってきてくれる。
詳しくはモンスターハンターのモンスター一覧を参照のこと。
ランポス
プレイヤーに攻撃してくる唯一の小型モンスター。倒してしばらく経つと、再び島奥の高台から出てくる。なお、「モンスターハンターシリーズ」においてランポスを統率するリーダー格モンスターであるドスランポスは登場しない。
詳しくはモンスターハンターのモンスター一覧を参照のこと。
リオレウス
別称 - 火竜
「大空の王者」とも呼ばれている。
詳しくはモンスターハンターのモンスター一覧を参照のこと。
ティガレックス
別称 - 轟竜
「絶対強者」とも呼ばれている。
詳しくはモンスターハンターのモンスター一覧を参照のこと。
ギアレックス
別称 - 核竜
「モンスターハンターシリーズ」には登場していないモンスター。カプコンと小島プロダクションがコラボした事により実現した。「鋼鉄の牙王」とも呼ばれている。デザイン自体はメタルギアシリーズの兵器であるメタルギアREXがベースとなっている。
白銀の皮膚に覆われた体に小さな前足と発達した後ろ足で2足歩行をし、普段はゆっくりと歩くが、獲物を見つけた瞬間、突進してくる。足踏みを連続で行う事で地面を振動させる特性を持ち、背中にある右翼の突き出した発射弁から自身の体液である赤い液体をレーザーのように放ち攻撃したり、背面の棘を地面にばら撒き地面に突き刺す事で咆哮をした際、共振させることで破裂させ咆哮の射程を伸ばす役割を持つ。専用BGMが存在する。オリジナルモンスターということでストーリー性もあり、最終的にはマザーベースにまで襲来し、戦闘することになる。

## AI兵器
コールドマンのピースウォーカー計画により、ヒューイとストレンジラブが完成させた無人兵器の総称。エキスパートシステムによるAI（弱いAI）を搭載していて、機械の自己判断で敵を認識、攻撃することができる。ピューパ（AI搭載水陸両用戦機）、クリサリス（AI搭載垂直離着陸戦機）、コクーン（AI搭載超級戦機）がこのタイプである。計画の完成型であるピースウォーカーは戦略核ミサイルを搭載した多脚歩行戦車で、2脚、または4脚で移動し任意にミサイル発射地点を変更でき、自国、または同盟国に向けた核攻撃に対する報復を目的とする。ピースウォーカーにはその性格上2つのAIが搭載されており、そのうちの「ママルポッド」はスネークのかつての師匠であるザ・ボスの思考をそのまま再現しようとしたもので、他のAI兵器とは異なり、一般的なエキスパートシステムではない（強いAI）。

## 国境なき軍隊 (MSF)
国境なき軍隊 (Militaires Sans Frontières; MSF) は、ネイキッド・スネークが結成した私設軍隊。名前の通りどのような国家や組織、イデオロギーにも属さない組織として創設された。スネークが総司令官を、ミラーが副司令官を務めている。超大陸パンゲアと髑髏を模したマークを使用している。
ゲーム進行に応じて軍備が増強されて行き、劇中イベントで支援班を除く全勢力で出撃するシーンでは、UH-1 ヘリコプター20機強と多数の上陸用舟艇および、強襲揚陸艦らしき艦船まで見受けられた。また、大破したピースウォーカーより回収した米国製核弾頭を自作のメタルギアに抑止力として搭載しており「世界七番目の核保有国」となる。
バランキヤ海岸を当初のベースキャンプとして運用していたが、ガルベス（ひいてはクレムリン）から洋上プラントを譲渡され、本部をカリブ海洋上に移す（その後、同キャンプはリクルートキャンプとして活用されている模様）当初は錆や鳥の糞だらけだったスクウェア型プラントを改良・清掃した四角形のものが3棟だけだったが、最終的にはヘックスタイプのプラント群になり、その名をマザープラントとする。洋上プラントが最終段階にくると空母の飛行甲板のような形のプラントができる。
当初はCIAから派遣されていた傭兵やクレムリンの意向で派遣されていたソ連兵を拉致・説得したりCIAに捕獲されていたFSLNメンバーを奪還するなどして戦力を増強していたが、ゲーム後半になると積極的な動向や誘致が実ったか、志願兵も来るようになる。兵器群に関してもCIAからの鹵獲品が数多く存在しており、ソ連製BTR-60装甲車やアメリカ製LVTなどに始まり、当時最新型のMi-24 ハインドDやT-72（それも最新鋭のERA、コンタークト1を装備している。1974年の物語世界から見ればT-72は前年に正式採用されたばかり、ERAに至っては1982年にイスラエルが採用したのが世界初なので、時代的にはオーバーテクノロジーである）の機甲兵力や核弾頭など、小国の軍隊を優に超える装備を保有している。
物語後半においては他国や企業からの派兵要請に応じてあちこちに兵士を派遣する傭兵業を展開。それにより利益を上げており、民間軍事会社のはしりともいえる存在である。
なお、このMSFではレクリエーションとしてサッカーといった球技大会や隊員の誕生会といった行事が度々行われているようで、他にも洋上プラントに移動した際には釣りをたしなむ者もいる。これらの数少ない娯楽で隊員達の結束力を養っている模様。

## 評価
Metacriticの集計では89/100で、各所で高評価を受けた。『週刊ファミ通』のクロスレビューではPSP用のゲームとしては史上初の40点満点を獲得した。
PlayStation 3 Magazineはボス戦を「スキルのテストというよりは、過酷な消耗戦」と評しつつも、ゲームそのものは「全てのメタルギアシリーズから最高の部分を抽出している」「『メタルギアソリッド5』と呼ぶに相応しい」と賞賛した。IGNも本作をシリーズ最高傑作と評し、不満点として協力プレイ前提の作りでボス戦がシングルプレイではきつい点を挙げた。
国内では「PlayStationR Award 2010」と「ユーザー満足度評価 No,1」、海外でもGameSpotの「Best of 2010 Editor’s choice awards」、PlayStation Official Magazineの「Game of the Year」をはじめ、数々の賞を受賞した。

## 企業との提携
前作『メタルギアソリッド4』と同じく、多くの企業とプロダクトプレイスメント契約を結び、ゲーム中に各社の商号や商品が登場する。商品の中にはゲーム上の設定ではMSFの開発班が開発したアイテムという設定があるのも存在する。
- ユニクロ - ゲーム内の兵士コスチュームとして登場。また、数種類のコラボレーションTシャツが販売されている。
- ソニー - ゲーム内でウォークマンが登場し、音楽を聴くことができる。最初はTPS-L2だが、開発レベルが上がるにつれて近代化していく。また、限定迷彩モデルのウォークマンを販売した。[21]
- ANUBIS ZONE OF THE ENDERS - 小島のプロデュース作品（開発販売はコナミ）。ウォークマンで主題歌の「Beyond the Bounds」を聞くことができる。
- カプコン - 『モンスターハンター ポータブル 2nd G』よりトレニャー、アイルー、ランポス、リオレウス、ティガレックスが登場。肉焼きセットがレーション焼きセットになる。本作オリジナルのモンスター、「ギアレックス」が登場する。また、『モンスターハンターポータブル 3rd』では、特定の装備でスネークとザ・ボスに変わるなどのコラボ企画が実現。コラボ記念Tシャツがダウンロード配信されている。
- ボクらの太陽 - 小島プロダクション開発のゲーム。トラックを調べる際に特定のトラックを調べると「おてんこさま」と「星霊獣オテンコ」（声 - 大塚明夫）が登場する。他のトラックには小島本人が出現するものもある。
- メタルギアソリッド - トラックを調べる際に特定のトラックを調べるとメイ・リンのポスターが登場する。
- AXE - 気力を回復するスプレーとして登場。また、AXE内にあるスペシャルサイトで配信されているパスワードを入力すると、オリジナルTシャツ兵が入手できる。
- ボンカレー - 体力、気力を回復するアイテムとして登場。開発レベルが上がるにつれて近代化していく。
- マウンテンデュー - 気力・体力を回復する飲み物として登場。ペプシネックスと同時には装備できない。また、キャラクターデザインされた350ml缶が限定販売され、特典としてマウンテンデュー、またはペプシネックスのTシャツ兵のどちらか一方が入手できる。
- ペプシネックス - マウンテンデューと同じく・気力、体力を回復する飲み物として登場。マウンテンデューと同時には装備できない。
- ドリトス - 体力を回復する菓子として登場。
- アサシン クリード II ‐ アイテムとして、「アサシン・ストローボックス」が登場し、それに向かってのイーグル・ダイブが可能となっている。
- VOCALOID ‐ 前述のAI兵器に搭載されており、歌う・喋るなどが可能になっている。また、CO-OPS中の音声も作成可能。菊地由美の音声を使用している。
- ローソン - 予約特典として、「ステルスガン」とローソンTシャツ兵が入手できる。
- HORI - MGSPWオリジナルアクセサリーセット「アクセサリキット for PSP」が発売された。また、その特典としてオリジナルTシャツ兵が入手できる。
- エンターブレイン - 設置アイテムとして『週刊ファミ通』が登場する。
- アスキー・メディアワークス - 設置アイテムとして『電撃PlayStation』、『電撃ゲームス』が登場する。
- 講談社 - 設置アイテムとして『週刊少年マガジン』が登場する。
- 早川書房 - 設置アイテムとして『S-Fマガジン』がダウンロード配信されている（ただし、後述の『荒川アンダー ザ ブリッジ』の単行本がダウンロードされている場合は、上書きされてしまうので注意）また、MGSの特集記事が2010年5月25日発売の2010年7月号に掲載されている。
- スクウェア・エニックス - 『荒川アンダー ザ ブリッジ』の単行本第6巻、第8巻（ただし、既にどちらか一方もしくは上述の「S-Fマガジン」がダウンロードされている場合は、上書きされてしまうので注意）や各キャラクターのイラスト入りのTシャツがダウンロード配信されている。また、スネークとAI兵器メタルギアZEKEのフィギュア「PLAY ARTS改」も発売されている。

## 使用された歌曲
- 主題歌「HEAVENS DIVIDE」歌：Donna Burke
- 挿入歌「恋の抑止力」歌：パス・オルテガ・アンドラーデ（水樹奈々）
- Sing/cindy Asada A.Ichorus
- 帰ってきたヨッパライ - AI兵器が戦闘不能による自己修復中にワンフレーズを歌っている。
- いのりの唄
- ハッピーバースデートゥーユー - デリバリーで選択できる楽曲。出演声優全員で歌っている。

## 関連CD

### METAL GEAR SOLID PEACE WALKER 平和と和平のブルース
2010年9月22日発売 (GFCA-239)。MSF設立前のミラーとスネークの出会いのエピソード等が収録されたドラマパートとサウンドトラック未収録曲、ミラーとスネークのキャラクターソングが収録されている。また、ブックレットには丹野忍による描き下ろしイラストが掲載されている。初回限定盤は特製スリープケース仕様。
収録曲
1. SNAKE & KAZ -出会い- Chapter 1
2. SNAKE & KAZ -出会い- Chapter 2
3. SNAKE & KAZ -出会い- Chapter 3
4. SNAKE & KAZ -出会い- Chapter 4
5. SNAKE & KAZ -出会い- Chapter 5
6. SNAKE & KAZ -ENTRY GATE-
7. 港のヨーコ・ヨコハマ・ヨコスカ
歌：カズヒラ・ミラー（杉田智和）
プロデューサー：本田晃弘
8. SNAKE & KAZ -ラブダンボール-
9. Under Attack!
作曲・編曲：本田晃弘
10. SNAKE & KAZ -サウナ-
11. METAL GEAR SOLID PEACE WALKER Main theme -戦友 ver.- 
作曲：本田晃弘、編曲：陣内一真
12. SNAKE & KAZ -最強合体兵器-
13. METAL GEAR SOLID PEACE WALKER Main theme -カズラジ。 ver.-
作曲：本田晃弘、編曲：陣内一真
14. Gear REX
作曲・編曲：陣内一真
15. SNAKE & KAZ -MISSION COMPLETE-
16. 昭和ブルース
歌：スネーク（大塚明夫）
プロデューサー：本田晃弘
17. カズラジ。OUTER OPS スネークの「ボスラジ。」

## ノベライズ版
『メタルギア ソリッド ピースウォーカー』
著者：野島一人（矢野健二）。 ISBN 4041012902。2014年3月25日発売。
Amazonで限定販売された『メタルギアソリッドV グラウンド ゼロズ』のプレミアムパッケージには本作のノベライズ版が同梱されていた。

## イベント
「METAL GEAR SOLID PEACE WALKER WORLD TOUR 2010」
『メタルギアソリッド ピースウォーカー』の発売記念イベント。日本国内のほか、アメリカ、イギリス、フランス、香港、台湾、韓国でも行われた。
「サマーキャンプ」
『メタルギアソリッド ピースウォーカー』を使った全国大会。店舗予選大会が行われ、それに勝利した者が札幌、東京、名古屋、大阪、福岡、仙台、広島の全国7箇所行われる地区予選大会に参加できる。また、9月4日には東京ミッドタウンにて「電撃プレイステーション」主催の「電撃杯」が行われ、9月12日にはエンターブレインのイベントスペース「WinPa」で「ファミ通」主催の「ファミ通杯」が行われた。地区予選および電撃杯・ファミ通杯に勝利した者が2010年9月に東京ゲームショウ2010内で行われる全国大会に参加できる。
参加資格は15歳以上。1チーム4人。